# Rallye Atacama 2017
Navigation
Édition précédente Édition suivante
Le Rallye Atacama 2017 est le 7e Rallye Atacama. Il compte pour le Championnat du monde des rallyes-raids 2017.

## Vainqueurs d'étapes
| #        | Date         | Parcours             | Distance  | Moto              | Auto                               | Quad             |
| -------- | ------------ | -------------------- | --------- | ----------------- | ---------------------------------- | ---------------- |
| Prologue | dim. 13 août |                      |           |                   |                                    |                  |
| 1        | lun. 14 août | Copiapó - Copiapó    | 226,18 km | Pablo Quintanilla | Antonio Hasbún Sebastián Gasparini | Ignacio Casale   |
| 2        | mar. 15 août | Copiapó - Taltal     | 308,00 km | Kevin Benavídes   | Antonio Hasbún Sebastián Gasparini | Ignacio Casale   |
| 3        | mer. 16 août | Taltal - Mejillones  | 349,00 km | Pablo Quintanilla | Emiliano Spataro Sergio Lafuente   | Alexis Hernández |
| 4        | jeu. 17 août | Mejillones - Iquique | 375,00 km | Kevin Benavídes   | Antonio Hasbún Sebastián Gasparini | Ignacio Casale   |
| 5        | ven. 18 août | Iquique - Iquique    | 158,27 km | Pablo Quintanilla | Emiliano Spataro Sergio Lafuente   | Ignacio Casale   |

## Classements finaux

### Motos
| Pos. | Pilote            | Constructeur         | Temps            | Écart       |
| ---- | ----------------- | -------------------- | ---------------- | ----------- |
| 1    | Pablo Quintanilla | HUSQVARNA RALLY REPL | 12 h 53 min 49 s |             |
| 2    | Kevin Benavídes   | HONDA CRF 450 RALLY  | 12 h 56 min 12 s | 2 min 23 s  |
| 3    | Paulo Gonçalves   | HONDA CRF 450 RALLY  | 13 h 05 min 40 s | 11 min 51 s |

### Autos
| Pos. | Pilote                             | Constructeur   | Temps            | Écart            |
| ---- | ---------------------------------- | -------------- | ---------------- | ---------------- |
| 1    | Antonio Hasbún Sebastián Gasparini | SPCNS DB62     | 20 h 24 min 33 s |                  |
| 2    | Jorge Latrach Juan Pablo Latrach   | Toyota Tundra  | 23 h 42 min 33 s | 3 h 18 min 00 s  |
| 3    | Emiliano Spataro Sergio Lafuente   | Renault Duster | 56 h 46 min 58 s | 36 h 22 min 25 s |

### Quads
| Pos. | Pilote           | Constructeur         | Temps            | Écart           |
| ---- | ---------------- | -------------------- | ---------------- | --------------- |
| 1    | Ignacio Casale   | YAMAHA RAPTOR 700    | 16 h 44 min 18 s |                 |
| 2    | Kees Koolen      | BARREN RACER BR1 690 | 17 h 32 min 08 s | 47 min 50 s     |
| 3    | Alexis Hernández | YAMAHA RAPTOR 700    | 18 h 07 min 02 s | 1 h 22 min 44 s |